# Niederdorf (Gemeinde Ebenthal)
Niederdorf ist eine Ortschaft in der Marktgemeinde Ebenthal im Bezirk Klagenfurt-Land in Kärnten mit 1083 Einwohnern (Stand 1. Jänner 2024).
Der größte Teil der Ortschaft liegt in einem Rechteck, das im Norden durch die B 70, im Osten durch die Gurk, im Westen durch die Drautalbahn und die Raba und im Westen durch die L 100 b begrenzt ist.

## Bevölkerungsentwicklung
- 2001: 1010[2]
- 2011:  968
- 2018: 1074[3]

## Vereine
Der Niederdorfer Brauchtumsverein kümmert sich um das Brauchtum der Gemeinde und veranstaltet regelmäßig Feste und Faschingsumzüge.

## Sehenswürdigkeiten

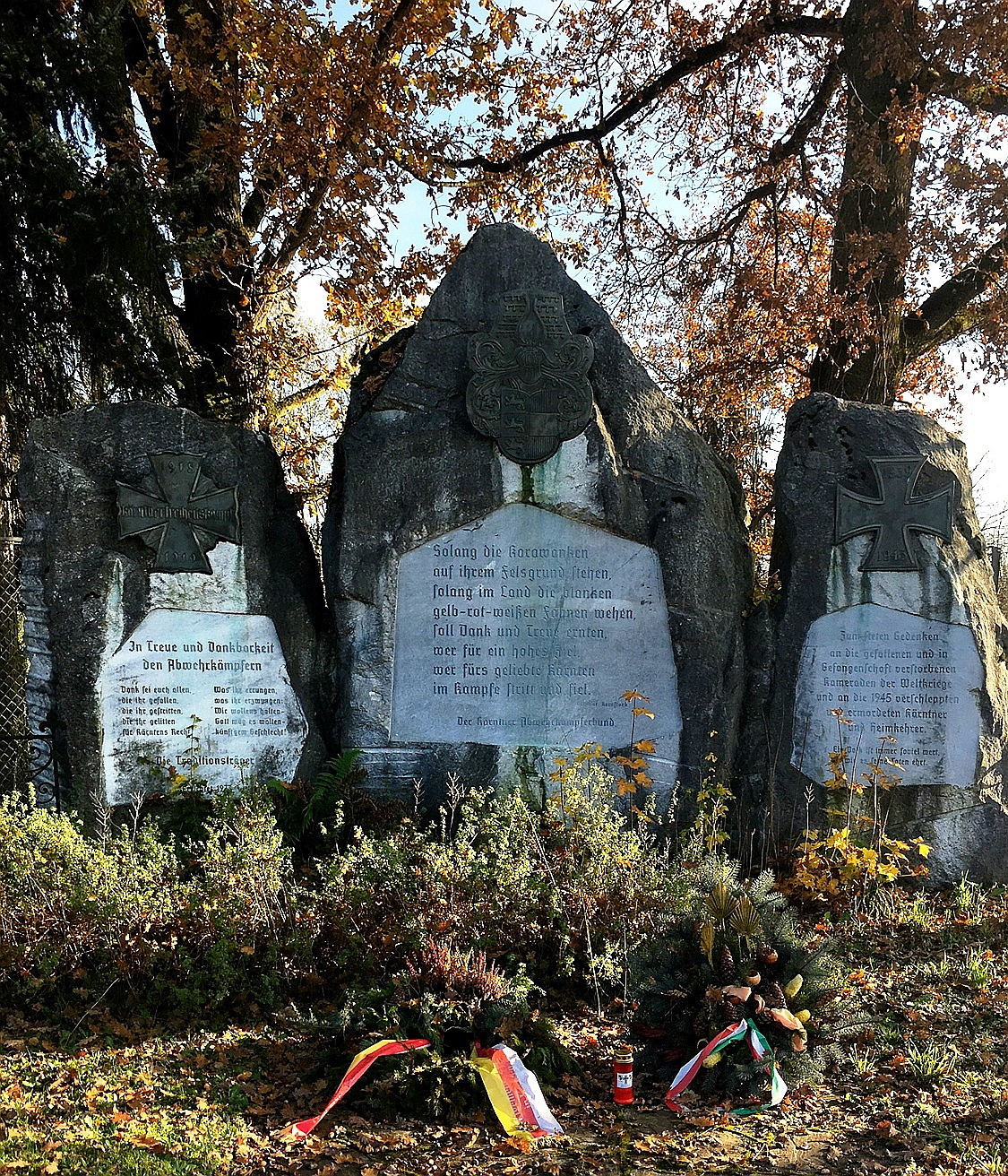
Denkmal des Kärntner Abwehrkämpferbundes

- Denkmal des Kärntner Abwehrkämpferbundes in Niederdorf